# أنطور أليف الرطوبة
أنطور أليف الرطوبة (الاسم العلمي:Anthurium hygrophilum) هو نوع من النباتات يتبع جنس الأنطور من الفصيلة اللوفية.